# Saint-Jean-de-Ceyrargues
Saint-Jean-de-Ceyrargues é uma comuna francesa na região administrativa de Occitânia, no departamento de Gard. Estende-se por uma área de 6,65 km². Em 2010 a comuna tinha 168 habitantes (densidade: 25,3 hab./km²).